# 啱Channel
啱Channel（英語：Arm Channel TV）是香港一個線上短片製作團隊，於2013年5月10日創立。早期主要為其他品牌創作並製作平面廣告、電視廣告、網上宣傳等等，亦有自家創作的直播節目、綜藝節目、微電影等。於2021年開始轉型，現時主要為轉載其他公司及機構的宣傳內容及分享新聞資訊。

## 簡歷
創辦人之一曾達恩（混血肥仔）同時亦身兼創作總監及演員等多個身份，曾表示當初成立頻道是為了可以保持自己創作的初衷，以每年一條短片的形式使自己保持創作。於2016至2017年間，曾達恩與其他四、五名初始成員將「啱Channel」正式成立為公司。2018年7月，旗下藝人米露迪出版第一本小說《生米煮成熟米》，同年10月YouTube訂閱人數達十萬。
2019年1月，啱Channel第二年舉辦年宵，其貨品早於年廿九被搶購一空。及後亦有成立「啱你買」（ArmUbuy）網購平台向不同方向發展。
2019年12月，反對逃犯條例修訂草案運動引起的街頭抗爭持續，香港電台、新城電台及商業電台相繼表示將停辦來年年頭舉行的頒獎禮，惹來網民的猜測停辦是否因為主辦單位憂慮節目中會出現政治敏感的音樂和畫面。曾達恩在港台和新城頒獎禮取消後，即在其個人Facebook上發帖文，徵求網友的意見，商討自行舉辦一場頒獎禮的可能性，及後終決定在12月底正式舉辦一場專屬「同路人」的音樂頒獎禮，並且把活動命名為「告別大台．我們的頒獎禮」。他認為，主辦單位取消頒獎禮的決定，可能是想避免某些歌曲上榜，如《願榮光歸香港》。最終頒獎禮於12月24日在麥花臣場館舉行，全場爆滿，頒獎禮當晚頒發的「非一般」獎項包括有由藝人王喜奪得的「最佳指揮交通市民大獎」，來源自王喜之前在彌敦道自發指揮交通的逸事；另外又有由網絡紅人大J奪得的「最佳光頭佬大獎」，而早前曾被捕的藝人王宗堯就奪得的「最意志堅定大獎」等。除回應時事內容，啱Channel亦為節目原創多首音樂，邀請嘉賓藝人演唱，當中包括由王喜演唱《和你飛》、王宗堯唱《不屈》、丘凱雄（Hugo）唱出自創歌曲《山下見》，以及RubberBand唱《未來見》和《發現號》等。頒獎禮設即場投票，讓現場觀眾投票選出令人期待「2019我最喜愛歌曲」，最終由《願榮光歸香港》奪此獎項。
2021年4月，啱Channel聯同另外三個香港YouTube頻道試當真、小薯茄、FHProductionHK以「四台聯播」形式合作。
2021年7月30日，經濟學家徐家健與另一唐姓人士加入「Arm Channel TV Limited」成為董事；3名原董事包括曾達恩同日辭任董事。2021年8月1日，曾達恩及其妻子葉芊蕙（芊蕙子）於各自之社交平台上宣布離開啱Channel，曾達恩並宣布已辭去頻道之「股東 / CEO / Creative Director / Artist」職位。同年9月頻道訂閱量突破30萬。
頻道訂閱量自2022年2月到達最高位30.3萬後一直下跌，於2022年5月跌穿30萬，至2024年10月頻道訂閱量跌至26.6萬。

## 外部連結
- 啱Channel
- 啱Channel的Facebook專頁
- YouTube上的啱Channel頻道
- 啱Channel的Instagram帳戶